# Manuskriptforfatter
En manuskriptforfatter udarbejder manuskripter til dramaer på film, tv eller videospil. Manuskriptforfatteren kan enten basere sit manuskript på en anden forfatters værk, ved fx at bearbejde en roman til dramaform, eller ved at skrive sin egen originale historie.
I Danmark uddannes manuskriptforfattere på Den Danske Filmskole i København. En uddannelse er ikke nødvendig for at skrive eller få godkendt manuskripter. Enhver kan få sit manuskript videreudviklet. Men forfatterne skal have forstand på fortællertyper, dialog, skrivning og formatering.
En manuskriptforfatter sender sit færdige materiale om en film, en tv-serie eller et teaterstykke til et medieproduktionsselskab. Her bliver det vurderet og muligvis læst fra start til slut. Er det ikke formateret efter manuskriptstandard, er det usandsynligt, at det læses. 
Bliver manuskriptet valgt til produktion, kan det være, at det stadig skal undergå revisioner, forbedringer og hele omskrivninger. Det gøres typisk af forfattere, der er knyttet til produktionen.
Det kaldes et spec script, når et manuskript er skrevet uopfordret og indsendt i håb om accept. Termen screenplay kan bruges om både film, teater og tv-serier, omend teleplay af og til er ment som et "screenplay til en tv-serie." Et teleplay ligner på flere punkter formateringen fra et screenplay, men har er med specielle formateringselementer pga. reklamepauser.